# Frost Bank Tower
La Frost Bank Tower est un gratte-ciel de 157 mètres de hauteur construit à Austin au Texas de 2001 à 2004. Au moment où les premiers travaux commencèrent le 27 novembre 2001 ce fut le premier gratte-ciel à être construit aux États-Unis après les attentats du 11 septembre 2001.
La surface de plancher de l'immeuble est de 50 680 m2 ; il est desservi par 10 ascenseurs.
À son achèvement en 2004, c'était le plus haut immeuble d'Austin et début 2024 c'est encore l'un  des dix plus haut immeuble de la ville.
Les architectes sont l'agence HKS, Inc et l'agence Duda/Paine.